# 巴特克罗伊茨纳赫县
巴特克罗伊茨纳赫县（德語：Landkreis Bad Kreuznach）是德国莱茵兰-普法尔茨州中部的一个县，首府巴特克罗伊茨纳赫。

## 地理
巴特克罗伊茨纳赫县北面与莱茵-洪斯吕克县，东北面与美因茨-宾根县，东面与阿尔蔡-沃尔姆斯县，南面与唐纳山县和库瑟尔县，西面与比肯费尔德县相邻。